# Lumholtzboomkangoeroe
De Lumholtzboomkangoeroe (Dendrolagus lumholtzi) is een zoogdier uit de familie van de kangoeroes (Macropodidae). De wetenschappelijke naam van de soort werd voor het eerst geldig gepubliceerd door Robert Collett in 1884.

## Beschrijving
De bovenkant van het lichaam is donkergrijs, de onderkant geelbruin. De voorkant van de kop is zwart; daarachter zit een lichtgrijs stuk. Ook de voeten en handen zijn zwart. De lange, ronde staart is van boven zwart en van onderen geelbruin. De kop-romplengte bedraagt 700 tot 750 mm, de staartlengte 730 tot 830 mm en het gewicht 8,0 tot 13,5 kg.

## Voorkomen
dat voorkomt in het regenwoud van Noordoost-Queensland van Kirrima tot Mount Spurgeon, op meer dan 800 m hoogte. In de laaglandregenwouden tussen Innisfail en Cairns is hij uitgestorven. Deze soort is niet nauw verwant aan de andere boomkangoeroes; samen met de andere Australische soort, de Bennettboomkangoeroe (D. bennettianus) en de Nieuw-Guinese grijze boomkangoeroe (D. inustus) vormt hij een primitieve groep binnen het geslacht.

## Leefwijze
Deze kangoeroe klimt in bomen, hij is tenslotte een boomkangoeroe, maar ook op de grond is hij beweeglijk; hij springt net als andere kangoeroes. Het dier is 's nachts actief en eet bladeren. De dag brengt hij door in vegetatie of op een tak. Vrouwtjes krijgen elke twee jaar een jong.